# 康克清
康 克清(こう こくせい、カン・コーチン、拼音: kāng	kèqīng、1912年9月7日 - 1992年4月22日)は、中華人民共和国の政治家、中国共産党員、婦人運動家。夫は朱徳。

## 生涯
杭州の貧しい漁師だった康哲武の子として生まれる。原名は康桂秀。家が貧しかったため、両親は他家に次々と娘を養子に出していた。康桂秀は江西省吉安の農家だった五親等に当たる康世儀の元に養子に出された。紅軍に入隊するまで奴隷のように働いて生活していた。
康克清は戦闘要員であり、二挺の拳銃と一挺のモーゼル銃を携帯する射撃兵だった。十五歳の時には既に井岡山で戦っていた。馬を与えられており、乗馬も得意だったが、騎乗する事はなく、疲労した兵士の小銃を三挺も四挺も代わりに担いで徒歩で行軍した。
1929年、十七歳の時に、四十三歳だった朱徳と結婚した。朱徳にとっては六人目の妻だった。二人の間に子女はいない。
長征開始の直前、八百人の一隊に配属されていたが、司令員が戦死した為、その後任となり、敵を殲滅した事で「女司令」と呼ばれた。
康克清は「長征は毎日散歩に出ているようなものだ」と語るほど頑健な女性だった。敵の奇襲による弾丸の雨の中を逃走した事もあった。しかし、彼女は戦闘中一度も負傷した事が無いと語っている。
小銃と背袋を担ぎながら、大鎌で畑での刈入れ作業を行った。
楊定華によると、康克清は紅軍に入隊した頃は文盲であったが、長征の頃には渡河の命令書を書くまでになっていたという。
党幹部の夫人のほとんどが家庭的ではなく、康克清も例外ではなかった。朱徳の妻であったが、夫の面倒をみた事はなく、同志と呼んでいた。長征を終えた後も高級士官を目指して勉学に夢中になった。
児童養護や婦人運動に尽力した。
文化大革命中、自宅軟禁下に置かれた。文革後に復権した。
四人組失脚後、中華人民共和国女性連盟の首席に就任し、組織の支配権を集中化させた。中国共産党の第11および第12中央委員会委員のメンバー。
宋慶齢基金の会長を務めた。
1985年に引退し、1992年4月22日に北京で死去した。

## 略歴
- 1926年 共産主義青年団に参加
- 1927年 婦女協会常任秘書
- 1928年 紅軍の朱徳の部隊に入る。井岡山で毛沢東と合流
- 1929年 朱徳と結婚
- 1931年 中国共産党入党
- 1932年 江西瑞金任紅軍総司令部直轄的女子義勇隊隊長、直属隊政治指導員
- 1934年 長征に参加、中華ソビエト共和国臨時中央政府執行委員会候補委員
- 1936年 紅四方面軍党校総支書紀
- 1937年 八路軍総司令部直属隊長、政治処主任、党総支書紀、晋東南婦女救国会名誉主任、中共中央婦委会委員、解放区戦時児童保育会代主任
  - 延安抗日軍政大学に学ぶ
- 1951年 新中国児童擁護委員会秘書長
- 1953年 全国婦女連合会常務委員
- 1955年 同会書記、政治協商常務委員
- 1977年 党中央委員
- 1978年 政治協商副主席、婦女連合会主席
- 1980年 人民代表大会常務委員
- 1982年 党中央委員。中国婦人代表団団長として訪日
- 1983年 政治協商副主席
- 1985年 引退